# ريتشارد ألدريش
ريتشارد ألدريش (بالإنجليزية: Richard Aldrich)‏ هو رسام أمريكي، ولد في 1975.